# Гончаров Володимир Іванович
Гончаров Володимир Іванович (18 березня 1952, Слободка, Вітківський район, Гомельська область, СРСР —2015) — Заслужений працівник освіти України, професор, доктор філософських наук, директор Інституту іноземної філології Національного педагогічного університету імені М. П. Драгоманова.

## Трудова діяльність
1979‐1982 рр.  - навчання в аспірантурі при кафедрі  російської  мови 
1982 р.  - захист кандидатської дисертації “Лексика промыслов в русском языке XVII века ” 
1983 - 1986 рр. - заступник  декана  філологічного  факультету 
1986  - 1997 рр. - декан філологічного факультету 
1997 - 2004 рр. - декан факультету іноземної філології  
2002 р. -  отримання  звання професора 
1997–2015 рр. - завідувач кафедри 
2004–2015 рр. - директор Інституту іноземної філології НПУ імені М.П.Драгоманова

## Наукові праці[2]
- «Историческая лексикология русского языка» (2000, 2012)
- «Очерки становления и развития лексики русского языка» (2002)
- «Историческаяграмматика русского языка» (2012)
- «Филологическое наследие: классикиславянского языкознания» (2009) - співавтор
- «Старослов’янська мова. Збірник вправ і завдань» (2004) - співавтор
- «Русский язык» (2009) - співавтор
- «Орфография русского языка в алгоритмах. Сборник упражнений» (2011) - співавтор
- «Російсько‐український зовнішньо‐торговельний і зовнішньоекономічний словник» (2004) - співавтор
- «Українсько‐німецький словник навчально‐методичних понять і термінів» (2007) - співавтор
- «Українсько‐французький словник навчально‐методичних понять і термінів» (2007) - спвавтор

## Нагороди[3]
- Орден «За заслуги» III ступеня
- Медаль А.С.Макаренка
- Почесне звання «Відмінник освіти України»
- Почесне звання «Заслужений працівник освіти України»
- Почесна грамота Кабінету міністрів України
- Почесна грамота Верховної Ради України